# Првенство Југославије у одбојци 1945.
Прво послератно Првенство Југославије у одбојци одржано је 1945. године. Екипе које су учествовале биле су селекције три југословенске републике (НР Хрватска, НР Србија и НР Словенија), представника је имала и аутономна покрајине Војводина, као и селекција Југословенске армије.
Играо се турнир у једној групи по једноструком бод систему (свако са свким једну утакмицу). Прво место освојила је екипа НР Хрватске.

## Табела
|    | Екипа                |
| -- | -------------------- |
| 1. | НР Хрватска          |
| 2. | НР Словенија         |
| 3. | Југословенска армија |
| 4. | АП Војводине         |
| 5. | НР Србија            |